# Estang
Estang é uma comuna francesa na região administrativa de Occitânia, no departamento de Gers. Estende-se por uma área de 22,51 km². Em 2010 a comuna tinha 661 habitantes (densidade: 29,4 hab./km²).